# Oskar Snorre
Oskar Snorre Olsen Frigast (Copenaghen, 26 gennaio 1999) è un calciatore danese, portiere del Randers.

## Carriera

### Club
Cresciuto nel settore giovanile del Lyngby, ha esordito in prima squadra l'11 febbraio 2017 in occasione dell'incontro di Superligaen perso 3-1 contro il Brøndby. La squadra è retrocessa in 1. Division al termine di quella stessa annata.
Il 20 agosto 2019 è passato ai norvegesi dell'Haugesund con la formula del prestito.
Il 29 agosto 2020 ha firmato un accordo triennale con l'HB Køge.

### Nazionale
Snorre ha partecipato al campionato europeo Under-21 2019 con la Danimarca.

## Statistiche

### Presenze e reti nei club
Statistiche aggiornate al 13 settembre 2023.
| Stagione        | Squadra         | Campionato      | Campionato | Campionato | Coppe nazionali | Coppe nazionali | Coppe nazionali | Coppe continentali | Coppe continentali | Coppe continentali | Altre coppe | Altre coppe | Altre coppe | Totale | Totale | Totale |
| Stagione        | Squadra         | Comp            | Pres       | Reti       | Comp            | Pres            | Reti            | Comp               | Pres               | Reti               | Comp        | Pres        | Reti        | Pres   | Reti   |        |
| --------------- | --------------- | --------------- | ---------- | ---------- | --------------- | --------------- | --------------- | ------------------ | ------------------ | ------------------ | ----------- | ----------- | ----------- | ------ | ------ | ------ |
| 2017-2018       | Lyngby          | SL              | 12+2       | -21;-3     | CD              | 0               | 0               | UEL                | 0                  | 0                  |             | -           | -           | 14     | -24    |        |
| 2018–2019       | Lyngby          | 1D              | 4          | -12        | CD              | 1               | -1              |                    | -                  | -                  |             | -           | -           | 4      | -12    |        |
| lug.-ago. 2019  | Lyngby          | SL              | 0          | 0          | CD              | -               | -               | -                  | -                  | -                  | -           | -           | -           | 0      | 0      |        |
| ago.-dic. 2019  | Haugesund       | ES              | 2          | -2         | CN              | -               | -               | -                  | -                  | -                  | -           | -           | -           | 2      | -2     |        |
| gen.-giu. 2020  | Lyngby          | SL              | 0          | 0          | CD              | 0               | 0               | -                  | -                  | -                  |             | -           | -           | 0      | 0      |        |
| Totale Lyngby   | Totale Lyngby   | Totale Lyngby   | 16+2       | -33;-3     |                 | 1               | -1              |                    | -                  | -                  |             | -           | -           | 19     | -37    |        |
| 2020-2021       | HB Køge         | 1D              | 30         | -45        | CD              | 2               | -1              | -                  | -                  | -                  |             | -           | -           | 32     | -46    |        |
| 2021-2022       | HB Køge         | 1D              | 29         | -36        | CD              | 0               | 0               | -                  | -                  | -                  |             | -           | -           | 29     | -36    |        |
| 2022-2023       | HB Køge         | 1D              | 32         | -51        | CD              | 1               | -4              | -                  | -                  | -                  |             | -           | -           | 33     | -55    |        |
| Totale HB Køge  | Totale HB Køge  | Totale HB Køge  | 91         | -132       |                 | 3               | -5              |                    | -                  | -                  |             | -           | -           | 94     | -137   |        |
| 2023-2024       | Randers         | SL              | 0          | 0          | CD              | 0               | 0               | -                  | -                  | -                  |             | -           | -           | 0      | 0      |        |
| Totale carriera | Totale carriera | Totale carriera | 109+2      | -167;-3    |                 | 4               | -6              |                    | -                  | -                  |             | -           | -           | 115    | -176   |        |